# グレートギアナシスターズ
『グレートギアナシスターズ』(The Great Giana Sisters)は、1987年にドイツのRainbow Arts社からリリースされたゲームソフトである。任天堂発売のゲームソフト『スーパーマリオブラザーズ』に対する挑発的な盗作（著作権侵害）として任天堂と訴訟沙汰を起こして発売中止になったこと、製作者が後にドイツやアメリカのゲーム業界の重鎮となったことなどで、欧米では伝説的なカルトゲームとして知られている。
シリーズ作品として、2009年に『Giana Sisters DS』が、2012年に『Giana Sisters: Twisted Dreams』が、2016年に『Giana Sisters: Dream Runners』がリリースされている。

## 概要
プログラムはArmin Gessert、グラフィックデザインはManfred Trenz、音楽はChris Hülsbeckが担当。コモドール64用のゲームとして1987年にリリースされ、ドイツやイギリスなどで人気を博した。イギリスのゲーム雑誌『ZZAP!64』では100点満点中96点の評価を獲得し、「64史上最高のゲーム」と評されている。その人気を受け1988年にはAmstrad CPC、Atari ST、Amigaなどに移植されるが、ゲーム内容がNESのゲーム『スーパーマリオブラザーズ』と酷似しており、また「The brothers are history（→あの『兄弟』は、既にくたばった）」とのイギリス版Commodore 64版のパッケージのあからさまな挑発的煽り文句を見た任天堂法務部が激怒して訴訟を起こされてしまったため、Amiga版は発売後二週間で、ZX Spectrum版は（ZX Spectrum専門誌『CRASH』1988年8月号の表紙を飾り、ゲームのレビューまでされていたにもかかわらず）発売直前で発売中止となり、続編として開発されていた『Giana 2: Arther and Martha in Future World』はメインキャラクターがギアナからロボットに変更された未来的世界観の作品『Hard'n'Heavy』としてリリースされる羽目になった。
なお、Manfred Trenzは1987年にアイレムのR-TYPEと酷似した「Katakis」を製作し、やはり訴訟を起こされ発売中止となったが、一方で1990年リリースの『タリカン』シリーズが大ヒットし、現在はドイツのゲーム業界の重鎮となっている。Armin GessertもSpellbound Entertainment社を率いるドイツのゲーム業界の重鎮となっており、またChris Hülsbeckは『タリカン』で組んだファクター5とともにルーカス・アーツによってドイツからアメリカに招かれ、ドイツ本国のみならずアメリカでも、マリオのスピンオフシリーズの作曲家の一人である下村陽子や、日本の代表的なゲーム音楽作曲家としてHülsbeckのCD製作にアレンジャーとして参加したこともある古代祐三らと並ぶ、ゲーム音楽の第一人者とされている。そのため本作には当時のゲーマーにおける人気とは別に、現在では「マリオ兄弟にケンカを吹っかけた巨匠の初期作品」としてのカルト的人気がある。
任天堂とは因縁のある作品だが、2009年には任天堂の公式なライセンスを得たニンテンドーDSでの続編『ギアナシスターズDS』がリリースされた。同作にはボーナスステージとして初代ギアナシスターズの移植版が収録されている。
なおMSX2版は、後に『プロジェクトゴッサムレーシング』シリーズや『Call of Duty』シリーズなどを手掛けることになるJan van Valburgが同人時代に制作したもので、オランダを中心に活動するMSX同人サークルのSunriseから頒布された。Sunriseは日本にも販路を持っていたため、1990年代の日本の同人イベントでも委託販売されたとのこと。

## ギアナシスターズDS
2009年、Spellbound Entertainmentによる、任天堂の公式なライセンスを得たニンテンドーDSでの続編『Giana Sisters DS』がドイツとイギリスでリリースされた。その評価は高く、2009年度のGerman Game Developer Award（→ドイツで最も権威あるゲーム賞）のBeste Deutsche Kinderspiel（→最もすばらしい子供向けゲーム）に選ばれている。
一方『Giana Sisters DS』リリース直後の2009年、原作者にしてSpellbound Entertainmentの社長であるArmin Gessertが急死。そのため2010年に発売されたiPhone版は『Armin Gessert's Giana Sisters』として、25年間ゲームを作り続けた彼に捧げられた。ちなみにこの版が、日本で公式に入手可能な初の版となる。
2010年にはiPhone(iOS）に、2012年にはAndroidに移植された。DS版はアメリカでも2011年に発売されたが、流通量はごく少数であった。

## ギアナシスターズ: ツイストドリームズ
Gessert社長の死後、倒産したSpellbound Entertainmentの元社員らが新たにBlack Forest Games社を設立。故Gessertの遺志を継いでGiana Sistersの新作をリリースするため、「Project Giana」と名乗るプロジェクトを立ち上げた。途中で資金が枯渇し製作がストップしたが、クラウドファンディングのKickstarterにて出資を募った結果、6000人の出資者から15万ドルの出資額を集め、2012年10月15日にSteamにて『Giana Sisters: Twisted Dreams』を発売。これ以降、様々なプラットフォーム向けに移植されている。
前作と同じく2Dスクロールゲームではあるが、前作までに顕著であったマリオライクな作風からは大きく脱却した作風となっており、”キュート”ギアナと”パンク”ギアナを自由に切り替え、それに伴ってステージの背景やギミックそのものが大きく変化するという仕様を大きな特徴としている。
本作は日本でもリリースされた。邦題は主に『ギアナシスターズ: ツイストドリームズ』表記だが、Wii U版は『ギアナシスターズ:ツイステッドドリームズ』の表記を用いている。
2014年3月には累計DL数が100万本を突破したとのリリースを発表、失敗も珍しくないKickstarterプロジェクトの中でも特筆すべき成功作となり、続編の制作が決定した。

## ギアナシスターズ: ドリームランナーズ
2015年に発売されたツイステッドドリームズの姉妹作。4人対戦プレイでレースを行う。